# 天界
天界（てんかい、upper region）とは、天使や神々の棲まう、我々の棲んでいる「地上」の遥か上に存在しているとされる世界。プラトンの『ティマイオス』の中には、「超天空の座」という表現で、現実の我々の住む世界を超越した場というものが登場している。ただし、これは哲学の概念としての性格をもつもの。
航空科学が発達し、人類が宇宙空間にまで到達してからも、そのような存在は確認されていないため、存在するとすれば天界は「宇宙の果て」か我々が住む宇宙と違う「異世界」にあるということになるだろう。
天国と同一視されることもあり、各種宗教における教義の中で言及されていることもある。
多くの民族の神話などには、その存在を認められる。